# Walentin Sawwitsch Pikul
Walentin Sawwitsch Pikul (russisch Валентин Саввич Пикуль, wiss. Transliteration Valentin Savvič Pikul'; geboren 13. Juli 1928 in Leningrad, Sowjetunion; gestorben 16. Juli 1990 in  Riga, Lettland) war ein sowjetischer Schriftsteller russischer Sprache. Er ist der Autor vieler historischer Romane, wobei er sich auf See- und Militärromane spezialisierte.

## Leben
Pikul erlebte in jungen Jahren die Leningrader Blockade, der er über die Eisstraße Straße des Lebens entkam.
Seine ersten Kurzgeschichten wurden im Almanach Junges Leningrad veröffentlicht. Sein früher Roman, Ozeanpatrouille, der den Kampf gegen die Deutschen in der Barentssee erzählt, erschien 1954 und war ein großer Erfolg. Pikul wurde Mitglied des sowjetischen Schriftstellerverbands. Insgesamt schrieb er fast 30 Werke.
Das Geschehen um den Geleitzug PQ 17 wurde von ihm in seinem Roman Requiem für Geleitzug PQ 17 verarbeitet (geschrieben 1969–1973). Zusammen mit seinen (historischen) Miniaturen (Minijatjury / Миниатюры) fand es Aufnahme in der russischen Leseempfehlungsliste „100 Bücher für Schüler“.
Zu seinen Lebzeiten wurden mehr als 20 Millionen Exemplare seiner Werke verkauft.
Pikul wurde vielfach geehrt und ausgezeichnet.

## Rezeption
Klaus Mehnert schildert einen von ihm mitangehörten Streit zweier Russen über Pikul und sein Werk: 

„Der eine nannte ihn einen zweifelhaften Charakter, gierig auf billige Sensationen, einen skrupellosen Piraten, der Ideen anderer Leute seitenweise zitiert, ohne sie zu nennen, einen Scharlatan, der, statt der Sache der Literatur zu dienen, nur dem schlechten Geschmack des Publikums nachläuft, einen wilden Nationalisten, und zu allem hin einen Antisemiten. Der andere widersprach. Dieser Autor, meinte er, leiste dem russischen Leser einen wichtigen Dienst, indem er ihn über bedeutende Ereignisse informiere, die bis vor kurzem vernachlässigt wurden, der Bevölkerung aber vertraut sein müßten, solle diese unsere heutige Zeit verstehen. Von anderen Autoren Passagen zu »borgen«, sei legitim für einen Romanschriftsteller.“